# Saint Elmo: Hikari no Raihousha
live film
Saint Elmo - Hikari no Raihôsha (セントエルモ・光の来訪者, Sant Elm - Apòstol de la Llum) és un especial de televisió de 64 minuts que fou acreditat a Leiji Matsumoto, es va crear originalment per celebrar el 30 aniversari de la Companyia Elèctrica de Kansai que va patrocinar i produir la pel·lícula. Va ser mostrat primerament per televisió el 1987 i després va ser llançat en VHS.